# K&Y INTERIOR DESIGN SCHOOL
K&Y インテリアデザインスクール (K&Y INTERIOR DESIGN SCHOOL)は、東京都渋谷区代々木一丁目にあるインテリアデザイン、CADを学ぶ学校。基礎と応用を効率よく学ぶことができ、応用コースにおいては、3DCGを使用した画像を駆使して公開プレゼンテーションを行っている。

## 概要
K&Y インテリアデザインスクールは、2000年に設立された学校。当初はVectorWorksで製図を描くCAD技術専門の学校として開校し、2004年にはインテリアデザインの1年コースを新設。その後インテリアデザイン教育と、CADの教育の学校として現在に至る。

## 所在地
- 東京都渋谷区代々木一丁目5番8号

## 沿革
- 2000年 - 設立

## コース内容
インテリアコース
- インテリア全日コース（昼間・6ヶ月）
- インテリアデザイナーコース（土・日・夜間 1年制）
- インテリアプロデュースコース（土・日・夜間 1年制）
- 店舗デザイナーコース（土・日・夜間 1年制）
- 家具・プロダクトデザイナーコース（土・日・夜間 1年制）

CADコース
- VectorWorks基礎コース
- VectorWorks中級コース
- VectorWorks3DCGコース
- VectorWorksインテリア実技コース
- VectorWorksインテリア実技ショートコース

- CAD2Dマスターコース
- CAD2D3Dマスターコース
- CADデザイナーコース
- CADインテリアコーディネーターコース
- CADインテリアコーディネーターアドバンスコース